# Кристиан Фридрих фон Брокдорф
Кристиан Фридрих фон Брокдорф (на немски: Christian Friedrich//Frederik Lensgreve von Brockdorff; * 15 април 1679; † 4 април или 9 май 1750) е граф от древния род Брокдорф, холщайнски собственик на рицарските имения Клеткамп и Грюнхауз (днес част от Кирхнюхел) и датски таен съветник.

## Биография
Той е син на датския таен съветник, архидякон и домпропст в Утрехт граф Кай Лоренц фон Брокдорф (1646 – 1725) и съпругата му София Амалия фон Шак цу Шакенбург (1657 – 1713), дъщеря на датския фелдмаршал граф Ханс фон Шак (1609 – 1676) и Анна фон Бломен (1632 – 1688). Внук е на шведския полковник Кай Бертрам фон Брокдорф (1619 – 1689) и Сузана Амалия фон Мюнстер (1618 – 1654).
Баща му е от 1667 г. кемерер на датската кралица Шарлота Амалия фон Хесен-Касел и е издигнат на 26 май 1672 г. на датски граф и на 3 юни 1706 г. също от император Йозеф I на имперски граф заедно със синът му.
Кристиан Фридрих/Фредерик поема през 1712 г. именията Клеткамп и Грюнхауз и продължава старата графска линия. По-малкият му брат граф Кай Бертрам Бенедикт фон Брокдорф (1680 – 1710) е женен за Сузана Елизабет фон Шаумберг (1691 – 1739), получава рицарското имение Шнай в Горна Франкония и е баща на Лоренц Ернст Фридрих фон Брокдорф (1710 – 1753) и на Сузана София Емилия фон Брокдорф (* 1708), омъжена за фрайхер Фридрих Йохан Лотар фон Ханкследен († сл. 1730).
През 1612 г. имението Клеткамп в Шлезвиг-Холщайн отива чрез женитба на род Брокдорф, който до днес живее там.

## Фамилия
Кристиан Фридрих фон Брокдорф се жени на 12 юни 1720 г. за Улрика Елеонора фон Фьолкерсам (* 1 октомври 1695; † 22 юли 1833). Те имат девет деца:
- Кай Лоренц фон Брокдорф (* 23 март 1721; † април 1752)
- Мария Елизабет фон Брокдорф (* 30 юни 1722), омъжена за фрайхер Ернст Зигфрид фон Лилиенкрон (* 1 април 1720)
- Вилхелм Фридрих фон Брокдорф (* 2 юли 1723; † септември 1754)
- Кристиан Улрих фон Брокдорф (* 27 август 1724, Клеткамп в Шлезвиг-Холщайн; † 25 септември 1808, Клеткамп), граф, датски полковник и конференц-съветник, женен I. за графиня Анна Георгина Кристина фон Хан (* 12 август 1741, Дикхоф; † 2 юни 1786, Кил), II. на 7 септември 1787 г. в Клеткамп за Георгина Луиза Фридерика фон Хан (* 23 март 1760, Зеедорф; † 1 март 1798, Клеткамп)
- Карл фон Брокдорф (* 15 ноември 1726; † 12 февруари 1745)
- София Амалия фон Брокдорф (* 20 март 1728), омъжена за граф Фридрих фон Оерц
- Ханс Шак фон Брокдорф (* 28 май 1729; † 1776), барон, женен за баронеса Фредерика Анна София Шак (1741 – 1787), дъщеря на граф Ото Дидрик Шак Шакенборг (1710 – 1741)
- Кристиан Фридрих фон Брокдорф (* 8 юли 1731; † 29 април 1736)
- София Магдалена фон Брокдорф (* 14 юли 1733; † 1735)